# Narses I, o Grande
Narses I ou Nerses I (em latim: Narses I; em grego: Ναρσής Α; romaniz.: Narsḗs A; em armênio: Ներսես Ա; romaniz.: Nerses A; 326 - 25 de julho de 373), conhecido como o Grande (em armênio: Մեծ; romaniz.: mec) ou São Narses (em armênio: Սուրբ Ներսես; romaniz.: Surb Nerses), foi católico da Igreja Apostólica Armênia de 353 a 373.

## Nome
Narses é a forma helenizada e latinizada do armênio Nerses (Ներսես). A atestação mais antiga do nome ocorre nos Feitos do Divino Sapor, uma inscrição trilíngue do reinado do xainxá sassânida Sapor I (r. 240–270). Em parta é registrado como Narses (Narsēs) e em pálavi como Narse (Narsē). O nome deriva do avéstico Nairyō saŋha-, que literalmente significa "o de muitos discursos", ou seja, o mensageiro divino.

## Vida

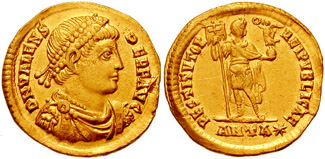
Soldo de Valente r.

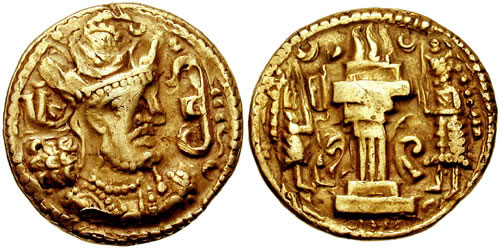
Dinar de r.

Narses nasceu em 326 e seu pai era Atanágines, da família dos gregóridas, e sua mãe era Bambishn (princesa), irmã do rei arsácida Tigranes VII. Educado em Cesareia Mázaca, na Capadócia, se casou com Sanductes, filha de Vardanes I Mamicônio (o líder do partido pró-persa na corte de Ársaces II), com a qual teve um filho, Isaque I, o Parta. Ele foi conselheiro e camareiro de Ársaces II.
Por unanimidade, foi eleito católico em 353 aos 27 anos de idade e consagrado a Cesareia como seus predecessores; tal hábito, porém, para com ele. Provavelmente logo convoca o primeiro concílio da Igreja Apostólica Armênia em Astisata, em Taraunitis, que a reorganiza; o zoroastrismo e paganismo são proibidos, assim como casamentos consanguíneos ou ritos funerários antigos, e muitas instituições voluntárias (leprosários, orfanatos, etc.) foram criadas, as "bases da benevolência caridosa" na Armênia. Esse concílio também marca a ascensão do monasticismo armênio.
Em 358, Ársaces envia-o a Constantinopla para buscar sua esposa Olímpia e negociar alguns privilégios fiscais. Após seu retorno em 359, e segundo os historiadores Fausto, o Bizantino e Moisés de Corene, criticou o rei, que assassina seu sobrinho Genelo, de quem Ársaces cobiçava a esposa Farranzém, que não hesita em matar Olímpia; tais episódios provavelmente mascaram a oposição entre Narses e Ársaces, que desenvolve simpatias arianas. O católico é removido da corte, onde o diácono Cate o representa, e é substituído pelo não consagrado Isaque Chunaque.
Após a morte de Ársaces e da ocupação persa sob o xá Sapor II (r. 309–379), seu filho Papa é restaurado ao trono armênio em 369 com a ajuda do imperador Valente (r. 364–378); ele lembra Narses, sem saber se é um gesto de conciliação vis-à-vis a Igreja ou o resultado de pressões nesse sentido do nacarares. Por Papa ser ariano, a disputa logo se instala: o rei dá veneno ao católico, que morre em 25 de julho de 373. Devido ao assassinato, o arcebispo de Cesareia proíbe qualquer ordenação de bispo na Armênia sob os três católicos seguintes. Hesíquio II, às vezes chamado de Isaque e, como tal, confundido com Isaque Chunaque, embora de uma maneira improvável, o sucede. Seu filho Isaque I, o Parta também ocupou a função de católico de 387 a 439.

## Santo
Narses é considerado um santo desde a sua morte; seu túmulo, localizado perto de Erzurum, foi um local de peregrinação até as invasões árabes do século VII.